# 山口正之 (宗教学者)
山口 正之（やまぐち まさゆき、1901年2月26日 - 1964年10月22日）は、日本の歴史学者。

## 経歴
福岡県三潴郡城島町（現・久留米市）出身。明善中等学校、佐賀高等学校卒、1929年京城帝国大学法文学部史学科卒。平壌高等女学校教諭。1931年京城中学校教諭。1933年李正職編修官兼務。1945年日本へ帰国。1947年滋賀県大津高等女学校教諭。1949年大津市教育委員会教育長。1956年滋賀県立甲賀高等学校長。1958年滋賀県立虎姫高等学校長。1960年彦根市教育委員会教育長。1964年退職。
教職のかたわら、日本キリシタン史などの著作をものした。

## 著書
- 『ローマ法王庁古文書館所蔵黄嗣永帛書の研究』全国書房 1946
- 『通勤列車』葵書房 1957
- 『忍者の生活』雄山閣出版 1963　『忍びと忍術』雄山閣 2003
- 『朝鮮西教史 朝鮮キリスト教の文化史的研究』雄山閣 1967
  - 改題『朝鮮キリスト教の文化史的研究 朝鮮西教史』御茶の水書房 1985